# Polygala timoutou
Polygala timoutou là một loài thực vật có hoa trong họ Polygalaceae. Loài này được Aubl. miêu tả khoa học đầu tiên năm 1775.